# Landenne
Landenne (en wallon Landene), autrefois Landenne-sur-Meuse, est une section de la ville belge d'Andenne située en Région wallonne dans la province de Namur.
C'était une commune à part entière avant la fusion des communes de 1977.
Village hesbignon de l’entité andennaise, beaucoup plus orienté vers le paysage du Condroz voisin qui n’est séparé de la Hesbaye que par l’autoroute.

## Étymologie
Le mot "Landenne" vient de: terre (suffixe -inas) du grand terrain (germanique landa).

## Géographie

### Hameaux et lieux dits
Lieux et lieux-dits : Besmes, Bois Moreau, Calle, Chant d'Oiseaux, Chaudemont, Coria, Lengien, Loysse, Mostombe, Petit-Waret, Saint-Mort, Troka, Velaine.

## Évolution démographique
- Source: DGS, 1831 à 1970=recensements population, 1976= habitants au 31 décembre

## Patrimoine et culture

### Curiosités et patrimoine
Landenne offre une vue admirable vers l’amphithéâtre des collines d’Andenne. Au pied de l’église Saint-Remy (classé depuis 1990) repose l’écrivain régionaliste, Jean Tousseul (1890-1944), "ouvrier-écrivain autodidacte", comme le dit son pseudonyme, qui a si bien exprimé, à travers romans, contes et nouvelles, les gens et sites de chez nous.
L'église Saint-Remy, a été construite en 1760 et 1761 par le chapitre de Sclayn.
Non loin de l’église se situe la ferme du Château ou ferme Libois. Le bel ensemble en pierre, orné de 2 tourelles et datant principalement des XVIe et XVIIe siècles, fut le siège d’une seigneurie namuroise dès le XIVe siècle. À l’origine, la ferme était située contre un château. Mais celui-ci, inhabité depuis plusieurs années, fut démoli en 1946. Il n’en reste qu’un pan de mur en pierre à gauche de la ferme au pied de l’étang.
Dans le domaine du Chant d’oiseaux se dresse le Château du Chant d'Oiseaux, construit en 1855 par Charles Collignon, qui exploitait des mines de métaux dans les environs.  Le château a 3 étages et est décoré de 2 tourelles ardoisées. Contre le château est accolée une ferme carrée des années 1840 couverte de tuiles rouges. La propriété est aujourd’hui exploitée sous forme de gîte à la ferme pour accueillir des groupes et des classes vertes. Le site du bois du Chant d’Oiseaux tout proche constitue une réserve ornithologique classée ouverte à la promenade.
À cheval sur Landenne et Seilles se situe la réserve naturelle de Sclaigneaux. Créée par convention avec la commune d'Andenne, la réserve naturelle RNOB comporte une grande variété de milieux. Les versants et le plateau étaient jadis soumis aux retombées toxiques de métaux lourds produites par l'activité des usines métallurgiques installées dans la vallée. Un des éléments majeurs du paysage est une pelouse rase renfermant des espèces végétales spécialisées car tolérantes aux sols pollués. On y trouve aussi des falaises et des éboulis calcaires et dolomitiques; une ancienne sablière; une lande à bruyères; des pinèdes; une remarquable hêtraie calcicole sur le versant du ruisseau Loyisse ; des bosquets de bouleaux dispersés dans les pelouses et enfin, un ensemble de milieux ouverts plus ou moins rudéralisés bordant un ancien bassin de décantation de carrière. Cette diversité d'habitats favorise le développement d'une faune remarquable: une grande variété d'insectes et une avifaune très riche dont plusieurs espèces protégées sont liées aux milieux ouverts. La gestion consiste surtout à contrôler la recolonisation des pelouses et de la lande par les bouleaux.

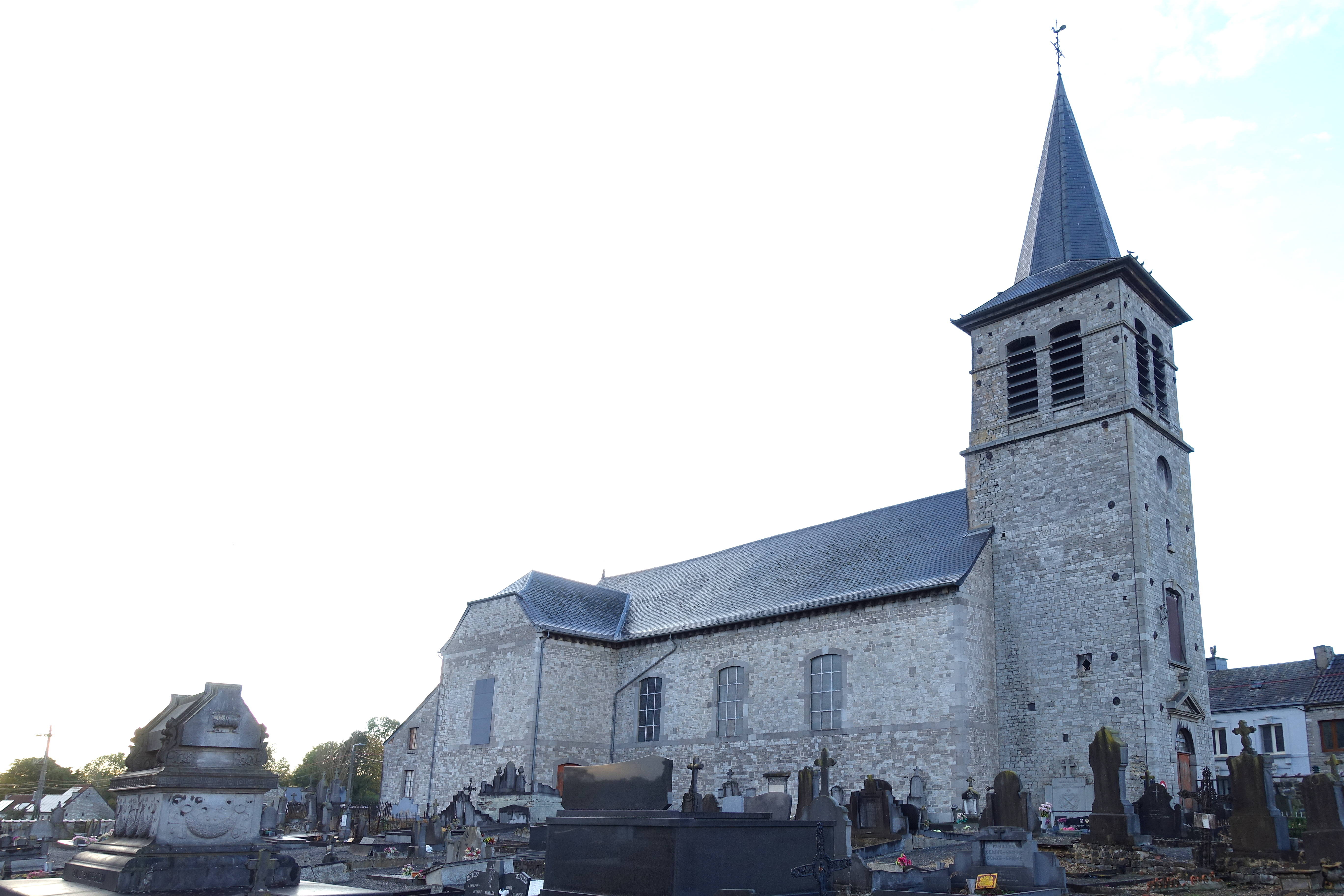
L'église Saint-Rémy.
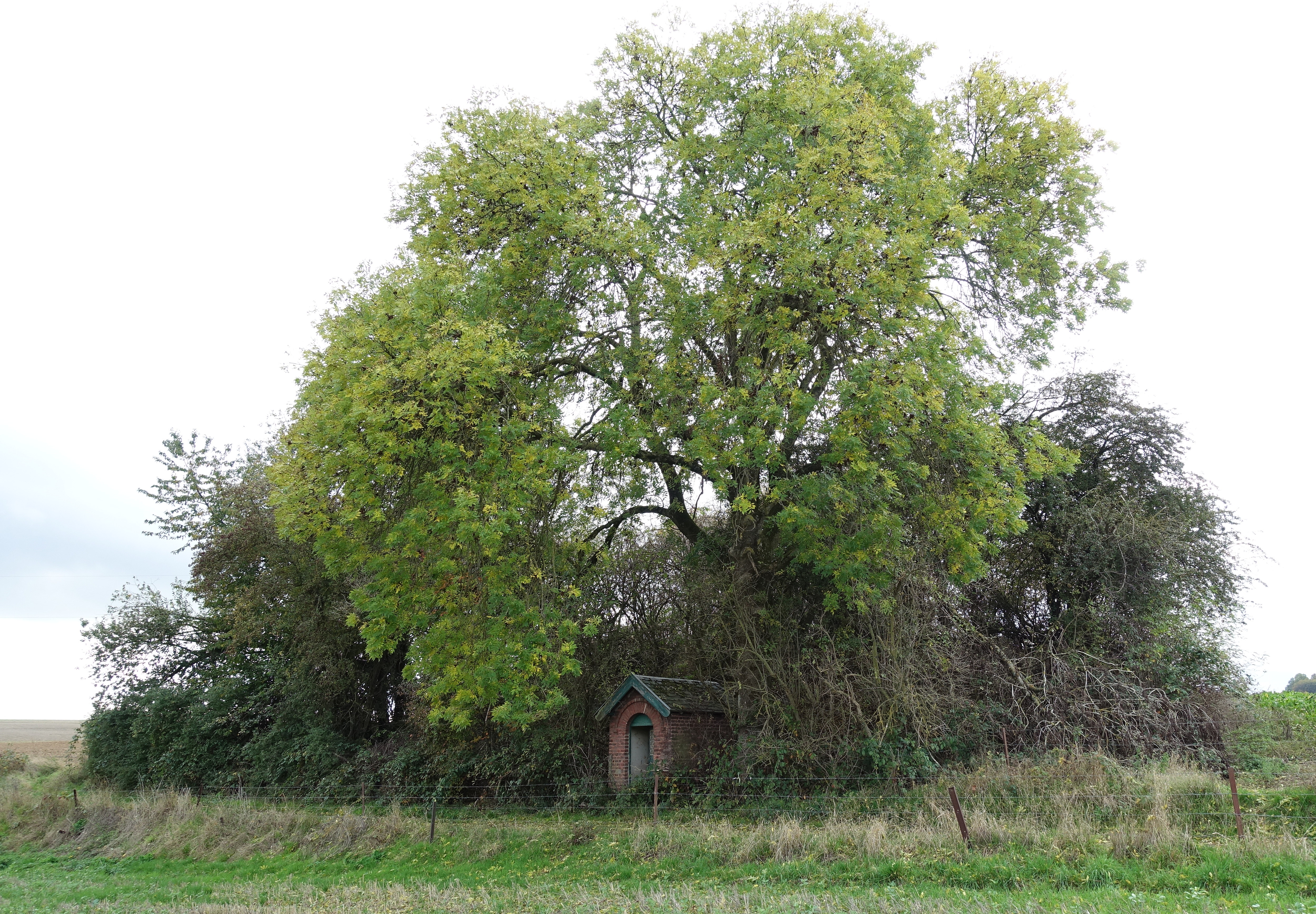
Chapelle Sainte-Barbe avec un arbre sur un terril d'une exploitation minière.
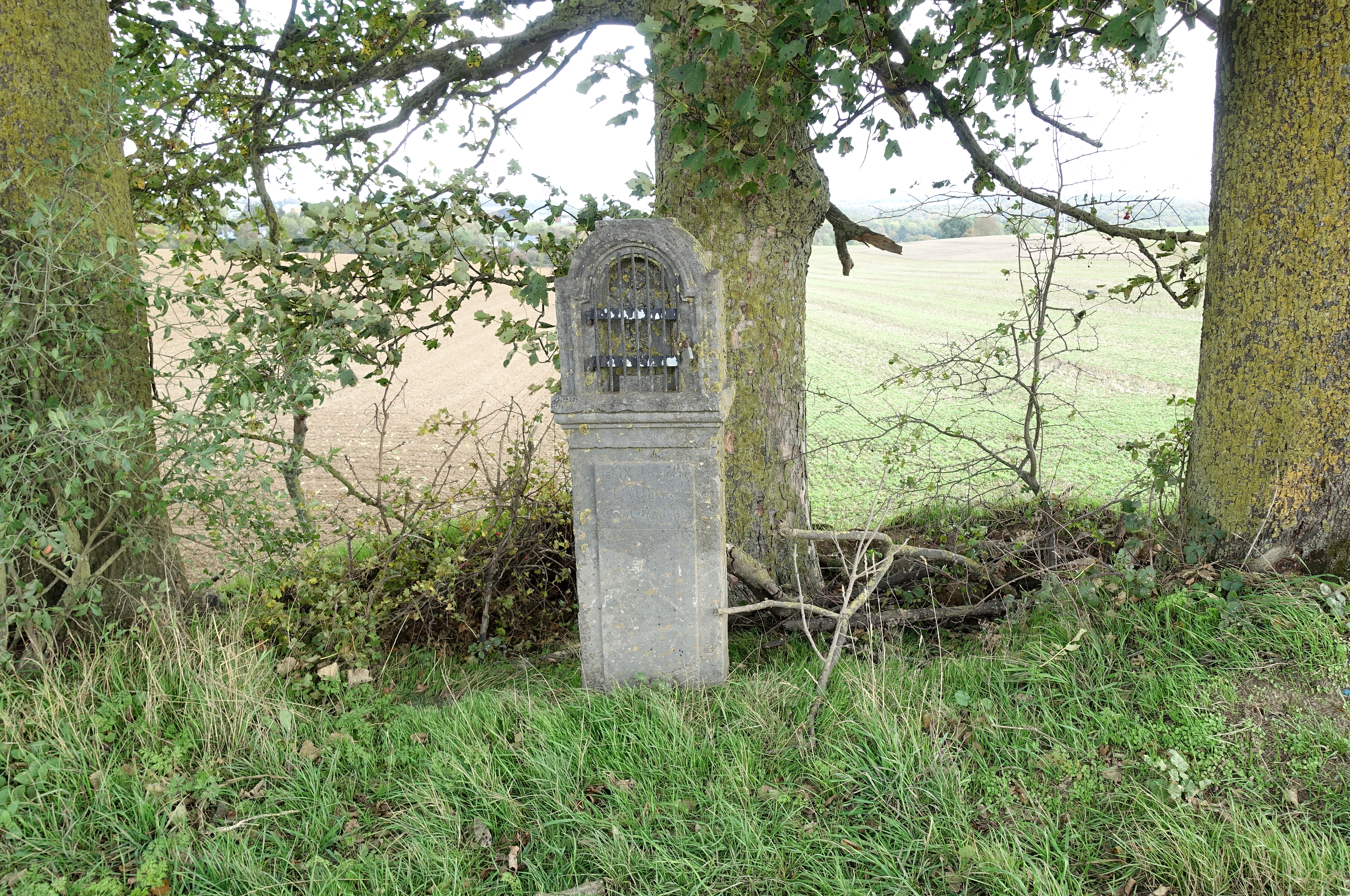
Potale Saint-Joseph de 1823, sculpté en pierre bleu.
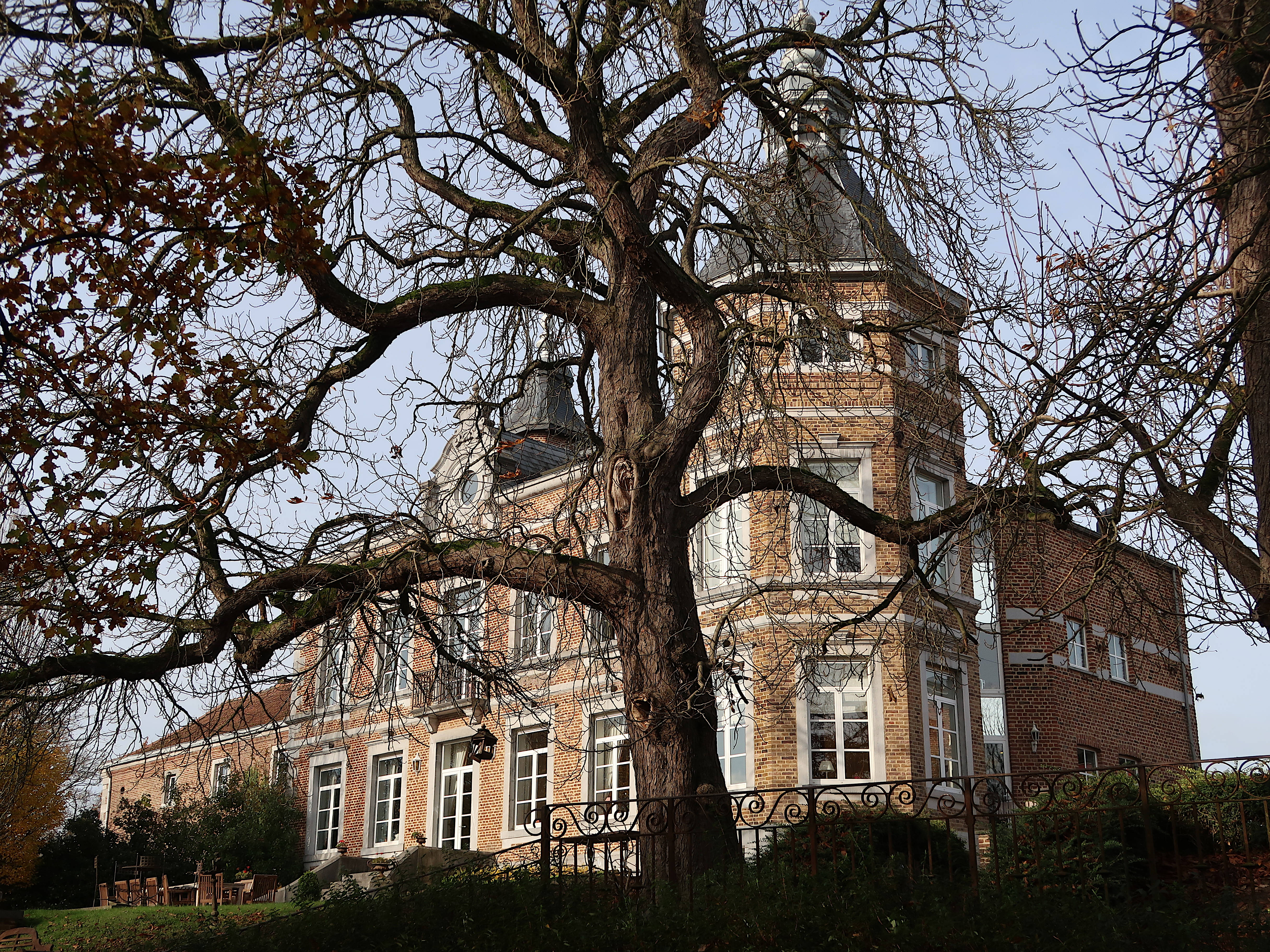
Château du Chant d'Oiseaux.